# 대한장애인골프협회
대한장애인골프협회(大韓障礙人골프協會, Korea Differently Able People Golf Association, KDPGA)는 대한민국의 장애인 골프를 관할하는 스포츠 행정 기구이다. 2007년 10월 1일에 대한장애인체육회의 인정 종목 단체로 승인되었고, 2014년 4월 26일에 대한장애인체육회의 정회원 종목 단체로 승인되었다.

## 참고 문헌
- 《2019 체육백서》. 대한민국 문화체육관광부. 2021.

## 같이 보기
- 대한골프협회